# Melipotes
Melipotes és un gènere d'ocells de la família dels melifàgids (Meliphagidae).

## Descripció
Tenen un plomatge fosc general i una pell facial extensa de color groc, ataronjat o vermellós. Les quatre espècies són al·lopàtriques i estan restringides al bosc de les terres altes de Nova Guinea. La germana d'aquest gènere és Macgregoria; un gènere on l'única espècie fins fa poc es considerava un ocell del paradís.

## Taxonomia
Segons la Classificació del Congrés Ornitològic Internacional (versió 15.1, 2025) aquest gènere està format per quatre espècies:
- Melipotes gymnops - menjamel dels Arfak.
- Melipotes fumigatus - menjamel fumat.
- Melipotes carolae - menjamel de Carlota.
- Melipotes ater - menjamel pigallat.